# Мезорельєф

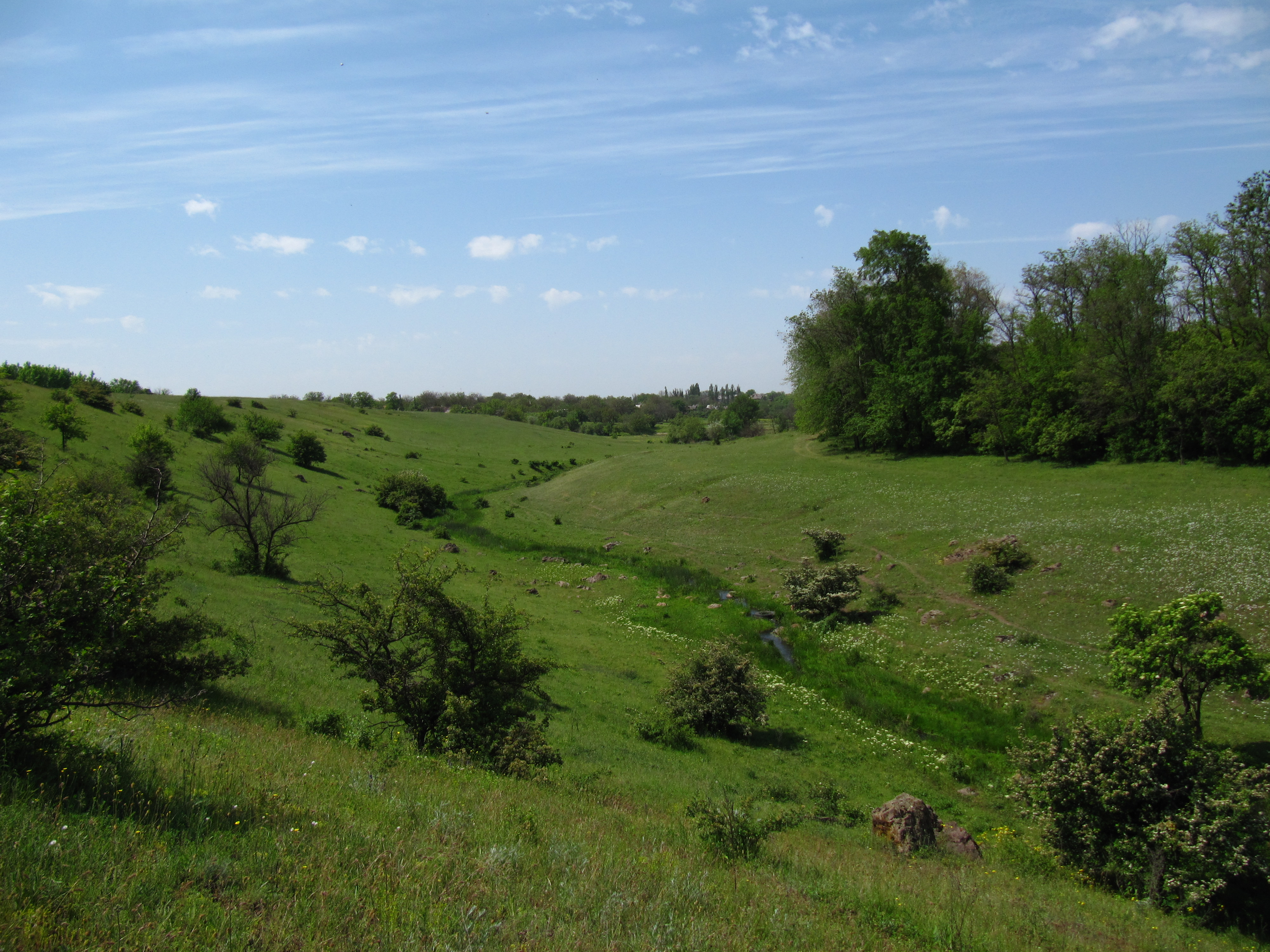
Червона Балка Північна (Кривий Ріг, Україна)

Мезорельє́ф (англ. mesorelief) — форми рельєфу, проміжні за розмірами між макрорельєфом і мікрорельєфом (наприклад, річкові долини, ущелини, улоговини, моренні горби тощо). Їхня площа вимірюється кількома або десятками км². Мезорельєф представлений нерівностями земної поверхні середніх розмірів з амплітудами висот до декількох десятків метрів, що утворені внаслідок екзогенних процесів.
Приклади мезорельєфів на території України: кінцево-моренні пасма, прохідні долини та водно-льодовикові зони. В Українських Карпатах та Кримських горах — окремі відроги хребтів, в межах височин — пасма і кряжі, на всій території — долини малих річок, яри, балки тощо.